# Aloisia Fischer
Aloisia Fischer (* 23. Jänner 1954 in Taxenbach) ist eine ehemalige österreichische Politikerin (ÖVP) und Landwirtin. Sie war von 1996 bis 1999 Mitglied im österreichischen Bundesrat und von 1991 bis 2007 Bundesbäuerin.

## Ausbildung und Beruf
Aloisia Fischer besuchte von 1960 bis 1964 die Volksschule in Piesendorf, bevor sie zwischen 1964 und 1968 die Hauptschule in Zell am See absolvierte. Sie bildete sich danach von 1968 bis 1969 an der Hauswirtschaftsschule in St. Johann im Pongau weiter und absolvierte zwischen 1969 und 1972 die kaufmännische Berufsschule in Zell am See, wobei sie den Beruf der Verkäuferin erlernte und zwischen 1969 und 1975 als Verkäuferin im Gemischtwarenhandel arbeitete. Des Weiteren besuchte sie verschiedene Weiterbildungskurse des Ländlichen Fortbildungsinstitutes (LFI). Fischer ist seit dem Jahr 1973 als Landwirtin am Mooslehengut in Piesendorf tätig, seit 1975 als Vollerwerbsbäuerin. Am 2. August 2007 zerstörte ein Großbrand Teile des Betriebs, wobei das Wirtschaftsgebäude vollständig zerstört wurde und das Wohngebäude gerettet werden konnte.

## Politik und Funktionen
Aloisia Fischer wurde 1985 als Kammerrätin der Kammer für Land- und Forstwirtschaft in Salzburg erstmals politisch aktiv. Sie übernahm 1986 die Funktion der Landesbäuerin in Salzburg und übernahm 1989 die Funktion der Vizepräsidentin der Kammer für Land- und Forstwirtschaft in Salzburg. 1991 stieg sie zur Vorsitzenden der Arbeitsgemeinschaft der Bäuerinnen in der Landwirtschaftskammer Österreich, d. h. zur Bundesbäuerin, auf. Sie war des Weiteren zwischen 1987 und 1998 Mitglied des Landesstellenausschusses und von 1994 bis 1996 Vorsitzende der Sozialversicherungsanstalt der Bauern der Landesstelle Salzburg. 1996 wurde sie stellvertretende Vorsitzende der Sozialversicherungsanstalt der Bauern der Landesstelle Salzburg. Im Jahr 2000 übernahm sie zudem die Funktion der Vorsitzenden des Kontrollvorstandes (Kontrollversammlung) der Sozialversicherungsanstalt der Bauern. Fischer vertrat die Salzburger Volkspartei vom 24. April 1996 bis zum 26. April 1999 im österreichischen Bundesrat.
Im Oktober 2004 legte Aloisia Fischer ihr Amt als Landesbäuerin zurück, 2007 schied sie auch aus dem Amt der Bundesbäuerin. 2008 löste sie Elisabeth Hölzl auch als Vizepräsidentin der Landwirtschaftskammer ab.